# 1997 VW3
1997 VW3 är en asteroid i huvudbältet som upptäcktes den 7 november 1997 av den japanska astronomen Takao Kobayashi vid Ōizumi-observatoriet.
Den tillhör asteroidgruppen Koronis.